# Музей американских финансов
Музей американских финансов (Museum of American Finance) — общественный музей в городе Нью-Йорке, посвященный истории американской финансовой системы. Музей является независимым, некоммерческим партнёром (филиалом) Смитсоновского института.

## История
Музей американских финансов был основан в 1988 году как Музей Американской Финансовой Истории. Инициатором его создания является президент брокерской конторы «Herzog Heine Geduld» Джон Херцог, который сразу после коллапса финансовых рынков 1987 года, заявил что на Уолл-стрит отсутствует «институциональная память». Так появился общественный независимый музей, посвященный демократическим традициям свободного рынка и демократическим устоям экономики. Изначально музей позиционировался как образовательное учреждение. До декабря 2006 года музей располагался в здании Standard Oil на Бродвее, 26.
С 11 января 2008 года музей занимает первые два этажа и вестибюль бывшей штаб-квартиры Bank of New York на углу Уолл-стрит и Уильямс-стрит. В общей сложности это около 2800 м² выставочных, образовательных и исследовательских площадей. В реконструкцию помещений для музея было вложено девять миллионов долларов. В состав музея входит библиотека, лекционный зал и выставочные площади в 1 000 м². В вестибюле находятся три больших экрана, на которых демонстрируются специально отснятые для музея фильмы.

## Экспозиция
В Музее американских финансов развёрнуты следующие постоянные экспозиции:
- Деньги: История
- Банки в Америке
- Предпринимательство
- Александр Гамильтон и его наследие
- Отслеживание кредитного кризиса
- Финансовые рынки
- Акции
- Облигации
- Товары
- Колебания рынка
- Цены и информация
- Торги по облигациям
- Торговля товарами
- Торговля акциями

Музей располагает обширной коллекцией банкнот и монет, фильмами, фотографиями, книгами, чеками, документами и другими экспонатами отображающими историю не только американской, но и мировой финансовой системы. В запасниках музея находятся более 10 000 исторических реликвий. Посетителям музея представлен ряд уникальных экспонатов: бобровые шкурки, которые использовали в торговле индейцы в качестве денег, золотые слитки, которые стоят 2 миллиона долларов, деньги, которые были в обиходе у некоторых штатов до появления ФРС, банкнота номиналом в 10 тысяч долларов, облигация казначейства Америки с подписью Джорджа Вашингтона, биржевая сводка черного понедельника, акции с подписью Уолта Диснея, облигации с подписью Исаака Ньютона.

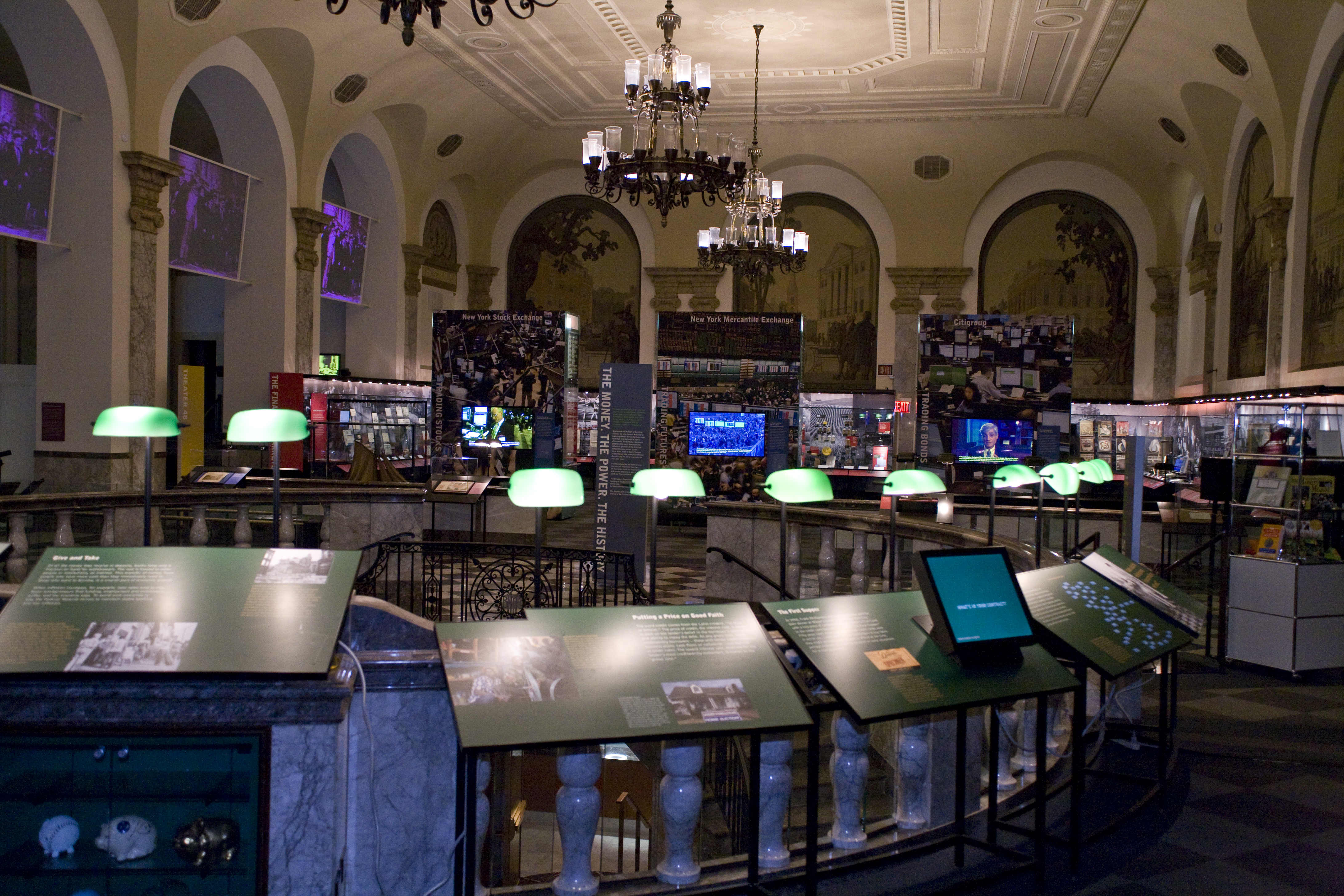
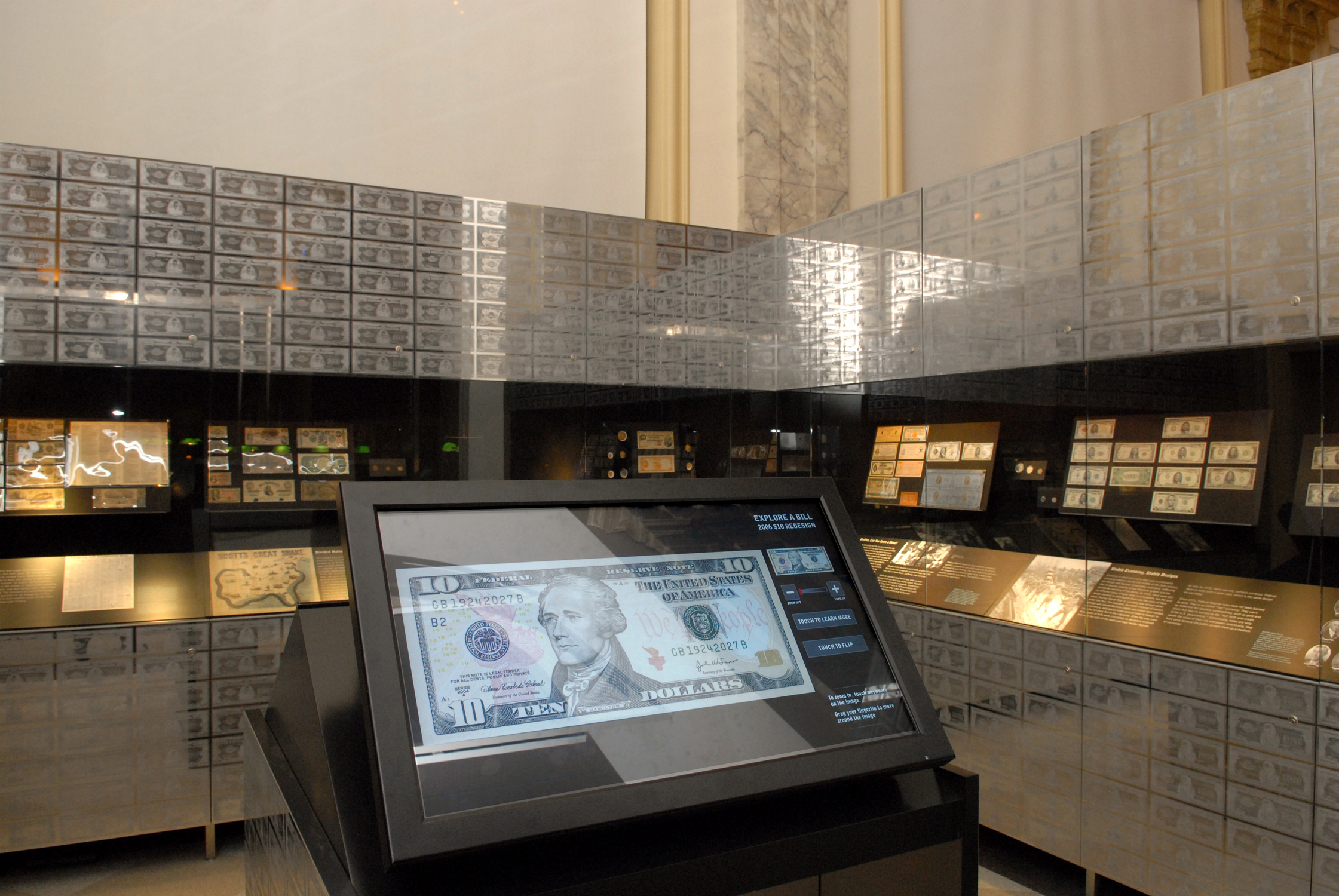
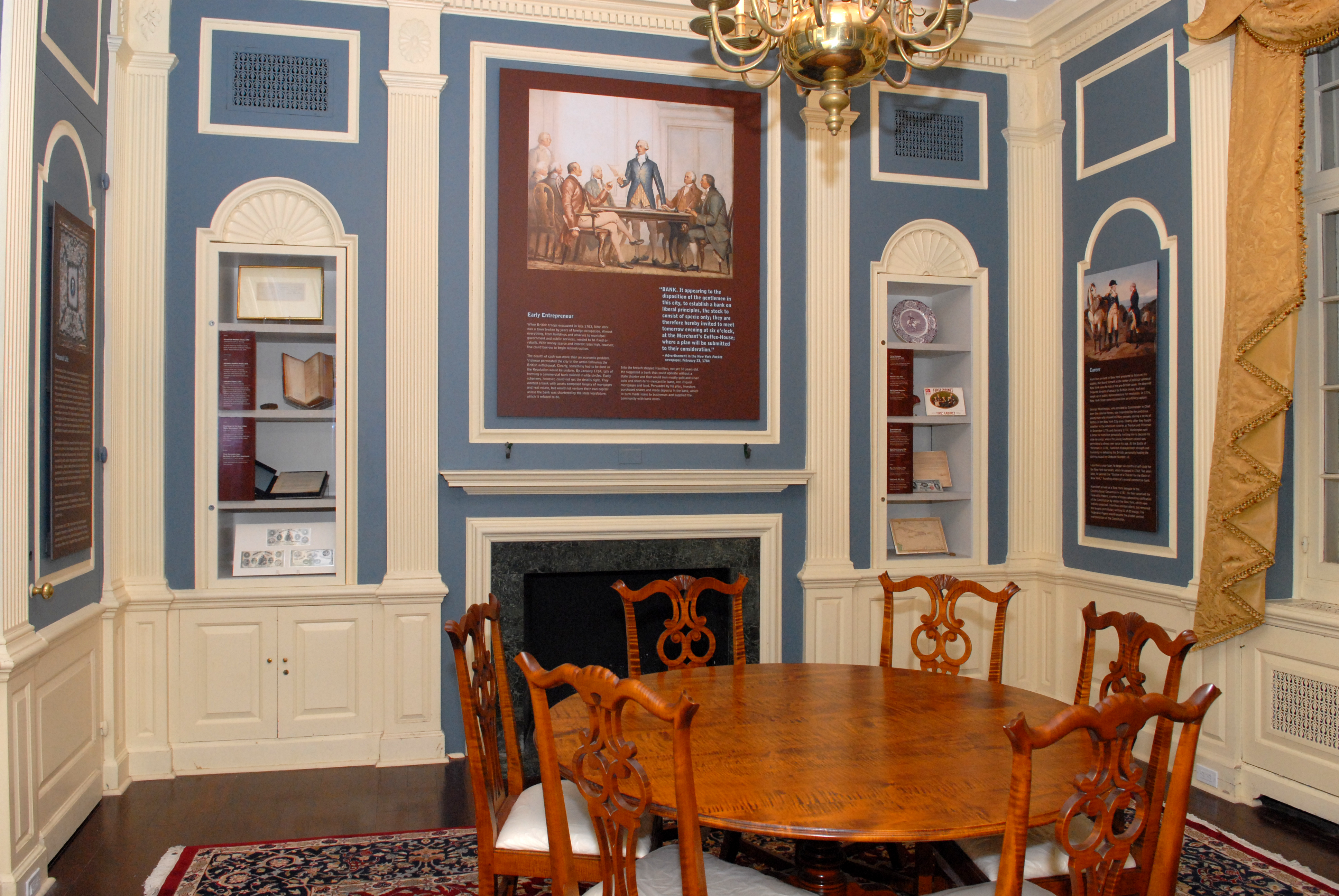
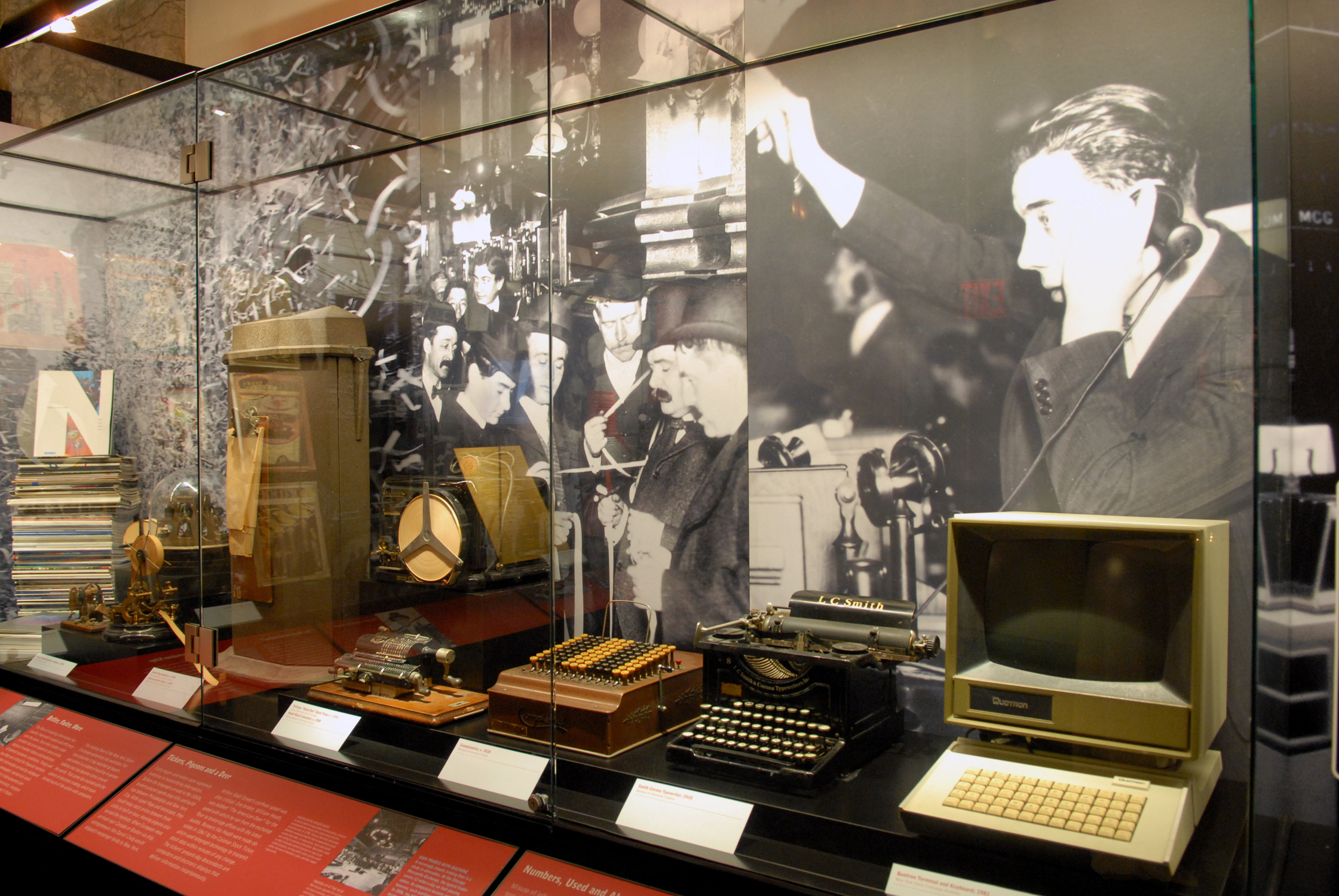